# Le Falgoux
Le Falgoux é uma comuna francesa na região administrativa de Auvérnia-Ródano-Alpes, no departamento de Cantal. Estende-se por uma área de 32,29 km². Em 2010 a comuna tinha 118 habitantes (densidade: 3,7 hab./km²).